# Số phong phú

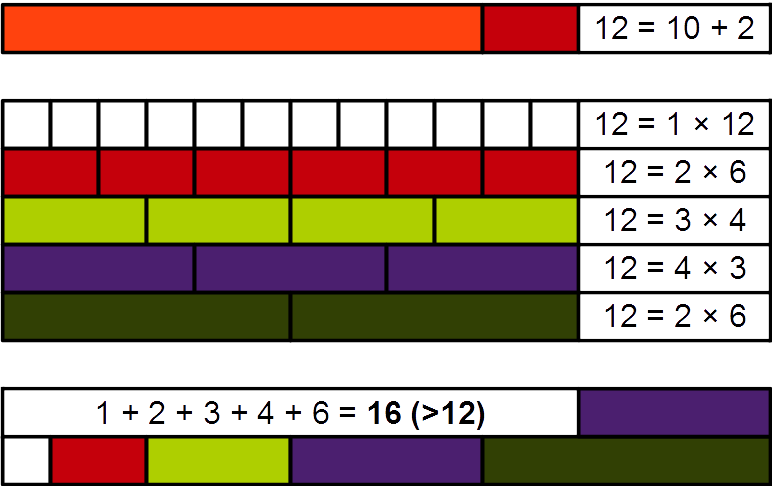
Mô tả bằng các thanh Cuisenaire về độ dư thừa của số 12

Trong lý thuyết số, Số phong phú hay số dư thừa là số sao cho tổng các ước thực sự của số đó lớn hơn chính nó. Số 12 là số phong phú đầu tiên, các ước thực sự của nó là 1, 2, 3, 4 và 6 và tổng của chúng là 16. Phần mà tổng lớn hơn giá trị được gọi là độ dư. Ví dụ như 12 có độ dư bằng 4.

## Định nghĩa
Số n sao cho tổng các ước σ(n) > 2n, hoặc tương đương (tổng ước số thực sự) s(n) > n.
Độ dư là giá trị của σ(n) − 2n (hoặc s(n) − n).

## Các ví dụ
Danh sách 28 số phong phú đầu tiên:
12, 18, 20, 24, 30, 36, 40, 42, 48, 54, 56, 60, 66, 70, 72, 78, 80, 84, 88, 90, 96, 100, 102, 104, 108, 112, 114, 120, ... (dãy số A005101 trong bảng OEIS).
Ví dụ 30 có các ước thực sự của nó là 1, 2, 3, 5, 6, 10, 15. Tổng các ước này là 42 > 30 và độ dư của 30 là 42 - 30 = 12.

## Tính chất
- Số phong phú lẻ đầu tiên là số 945.
- Số phong phú nhỏ nhất không chia hết bởi 2 hoặc 3 là số 5391411025, các ước số nguyên tố phân biệt của nó bao gồm 5, 7, 11, 13, 17, 19, 23, và 29 (dãy số A047802 trong bảng OEIS). Một thuật toán được đưa ra bởi Iannucci trong 2005 cho phép tìm số phong phú nhỏ nhất không chia hết bởi k số nguyên tố đầu tiên.[1] Nếu {\displaystyle A(k)} biểu thị số phong phú nhỏ nhất không chia hết bởi k số nguyên tố đầu tiên thì với mọi {\displaystyle \epsilon >0} ta có:

{\displaystyle (1-\epsilon )(k\ln k)^{2-\epsilon }<\ln A(k)<(1+\epsilon )(k\ln k)^{2+\epsilon }}
với k đủ lớn.
- Mỗi bội của số hoàn hảo (trừ chính số đó ra) là phong phú.[2]  Ví dụ như mỗi bội của 6 và lớn hơn 6 là số phong phú vì {\displaystyle 1+{\tfrac {n}{2}}+{\tfrac {n}{3}}+{\tfrac {n}{6}}=n+1.}
- Bội của số phong phú cũng là số phong phú.[2]  Ví dụ, bội của 20 (bao gồm cả 20) phong phú là bởi {\displaystyle {\tfrac {n}{2}}+{\tfrac {n}{4}}+{\tfrac {n}{5}}+{\tfrac {n}{10}}+{\tfrac {n}{20}}=n+{\tfrac {n}{10}}.}
- Do đó, có vô số số phong phú chẵn và lẻ.
- Số phong phú không phải là bội của một số phong phú hay số hoàn hảo (tức là các ước thực sự của nó đều là số thiếu hụt) được gọi là số phong phú nguyên thủy.
- Số phong phú mà độ dư của nó lớn hơn bất cứ số nào nhỏ hơn được gọi là số rất phong phú, còn nếu s(n)/n  lớn hơn mọi số nhỏ hơn n thì n thay vì đó được gọi là  số siêu phong phú.
- Mọi số nguyên lớn hơn 20161 có thể viết thành tổng của hai số phong phú.[3]
- Số phong phú không phải là số nửa hoàn hảo được gọi là số lạ.[4]  Số phong phú với độ dư 1 được gọi là số gần hoàn thiện dư, mặc dù chưa số nào được tìm thấy.